# Sisyra curvata
Sisyra curvata är en insektsart som beskrevs av C.-k. Yang och Gao 2002. Sisyra curvata ingår i släktet Sisyra och familjen svampdjurssländor. Inga underarter finns listade i Catalogue of Life.